# Більче (станція)
Бі́льче (колишня назва Більче-Волиця) — вузлова проміжна залізнична станція 5-го класу Львівської дирекції Львівської залізниці на перетині двох ліній Львів — Стрий та Стрий II — Більче між станціями Пісочна (7 км) та Стрий (16 км). Розташована за декілька кілометрів від села Держів Стрийського району Львівської області.
За 0,52 км від станції у напрямку станції Пісочна залізницю перетинає шляхопровід автошляху міжнародного значення М06 (Київ — Чоп), що далі проходить паралельно колії. Поблизу станції розташовується пилорама.

## Історія
Станція відкрита 16 листопада 1873 року під первинною назвою Більче-Волиця.
У 1962 році станція електрифікована постійним струмом (=3 кВ) у складі дільниці Львів — Стрий.

## Річний розподіл приміських поїздів
| Сполучення         | 2015/2016 | 2016/2017 | 2017/2018 | 2018/2019 | 2019/2020 | 2020/2021 | 2021/2022 | 2022/2023 |
| ------------------ | --------- | --------- | --------- | --------- | --------- | --------- | --------- | --------- |
| Стрий — Львів      | 1         | 1         | 1         | 1         | 1         | 1         | 1         | 1         |
| Моршин — Львів     | 1         | 1         | 1         | 1         | 1         | 0         | 0         | 0         |
| Лавочне — Львів    | 1         | 1         | 1         | 2         | 2         | 1         | 1         | 1         |
| Львів — Трускавець | 0         | 0         | 0         | 2         | 3         | 1         | 2         | 2         |
| Львів — Мукачево   | 2         | 2         | 2         | 1         | 1         | 1         | 1         | 1         |
| Чоп — Львів        | 1         | 1         | 1         | 1         | 1         | 0         | 1         | 1         |
| Львів — Чоп        | 1         | 1         | 1         | 1         | 1         | 0         | 1         | 1         |
| Мукачево — Львів   | 1         | 1         | 1         | 0         | 0         | 0         | 0         | 0         |
| Трускавець — Львів | 2         | 2         | 2         | 2         | 2         | 1         | 1         | 1         |
| Львів — Лавочне    | 1         | 1         | 1         | 2         | 2         | 1         | 1         | 1         |
| Львів — Моршин     | 1         | 1         | 1         | 1         | 1         | 0         | 0         | 0         |